# 小柳帝
小柳 帝（こやなぎ みかど、1963年 - ）は日本のライター・編集者・翻訳者・フランス語講師。福岡県生まれ、東京都在住。東京大学教養学部教養学科卒。東京大学大学院総合文化研究科修士課程修了。フランス語教室ROVAを主宰。

## 経歴
- 1963年、福岡県大牟田市に生まれる。「帝」は本名で、命名は祖父によるもの。小学生時よりラジオを好み、そこで洋楽に触れ始める。両親の影響もあり映画館に足を運ぶことが多く、中学生になると映画雑誌「スクリーン」を買い始め、映画館へもひとりで通いだす。この頃、映画や音楽に加えて、天文学や漫画、神社仏閣巡りなど、さまざまなことに興味を持ち、「天文ガイド」「ミュージック・マガジン」「ガロ」などを定期購読していた。
- 1978年、鹿児島県にあるラ・サール高等学校に入学。音楽では、グラム、プログレ、パンク、ニューウェーヴなどの洋楽に加え、日本の歌謡曲などを大量に聴く。桑原茂一による「ザ・ミュージック・ネットワーク」のエアチェックによって気に入った楽曲のレコードが多く置いてある福岡のレコードショップを見つけ、その店の仕掛人である葡萄畑の武末充敏と出会う。武末が始めた福岡のラジオ番組「ラジオ・ダダ」で「小柳帝のバビロンノート」という映画のコーナーを担当したり選曲の手伝いをするなど、交流が深まる。映画では、邦画にも本格的に目覚める。
- 1984年、東京大学教養学部教養学科文科III類に入学。映画と音楽に加え、フランス語、哲学、現代思想などにますます没頭する。大学では蓮實重彦よりフランス語を学び、蓮實の映画ゼミに出入りする。雑誌「遊」を愛読し理系にも興味があったため３年時の進路振り分けでは科学史科学哲学科を選択。
- 1990年、東京大学大学院総合文化研究科表象文化論に入学。蓮實重彦が修士論文の指導教官となり映画史と現代思想（ジル・ドゥルーズなど）を専攻。このころ、映画を年間7〜800本観ていた。修士論文のタイトルは「映像・運動・時間」。在学中より、雑誌「ぴあ」などでライター業を始める。
- 1993年、同大学院修士課程を修了。
- 1994年、元・ピチカート・ファイヴの高浪慶太郎と「シネ・テクノ」を共同プロデュース。この頃、ライター業と平行して、大学在学中より続けていた予備校講師を勤める。
- 1995年、鈴木惣一朗、小林深雪、茂木隆行とともに「ガジェット４」を結成。書籍『モンド・ミュージック』をリブロポートより刊行し「モンド・ブーム」が起こる。ジャック・タチの『ぼくの伯父さんの休暇』のノベライズ版の翻訳、出版を行う。

## 主な著作
- 『モンド・ミュージック』
- 『モンド・ミュージック２』
- 『モンド・ミュージック2001』
- 『ひとり』
- 『EDU-TOY』
- 『グラフィックデザイナーのブックデザイン』
- 『世界のグラフィックデザイナーのブックデザイン』
- 『ROVAのフレンチカルチャー A to Z』
- 『小柳帝のバビロンノート 映画についての覚書 1』
- 『小柳帝のバビロンノート 映画についての覚書 2』

## 主な翻訳書
- 『ぼくの伯父さんの休暇』ジャック・タチ原案、ジャン＝クロード・カリエール作、ピエール・エテックス絵、中公文庫
- 『サヴィニャック ポスター A-Z』レイモン・サヴィニャック
- 『ぼくの伯父さん』ジャック・タチ原案、ジャン＝クロード・カリエール、ピエール・エテックス絵、中央出版